# Üdvhadsereg Szabadegyház Magyarország
Az Üdvhadsereg egy nemzetközi egyház, amelynek hitvallása a Bibliára épül. A világ több mint száz országában működő Üdvhadsereg mindenütt azonos irányelvek szerint munkálkodik, munkamódszereit azonban az adott ország körülményeihez igazítja. Magyarországon az Üdvhadsereg először 1924-ben kezdte munkáját.

## Története
Az Üdvhadsereg 1924-ben kezdte meg tevékenységét Budapesten, majd 1945-ig harminc Üdvhadsereg központ jött létre. 1949-ben a kormány betiltotta a szervezet tevékenységét (nemzetközi kapcsolatok, katonai felépítés, nyilvános fellépés).
1990-ben kezdte újra szociális tevékenységét a szervezet, mellyel egy időben a kormány visszaszolgáltatta az Üdvhadseregnek a Dobozi utcai férfiotthont. A svájci Üdvhadsereg felügyelte az újraszervezést és svájci lelkipásztorok is megérkeztek Budapestre. Az első Üdvhadsereg gyülekezet a VI. kerületben, Bajnok u. 25. szám alatt jött létre, majd ezt követően újabbak a XVII. és a VIII. kerületekben is. 1994-ben az Üdvhadsereg anyaotthont nyitott bántalmazott nők és gyermekeik részére, majd három évvel később rehabilitációs női otthon is létrejött. 2001-ben új gyülekezeti ház nyílt a VIII. kerületben, majd az első magyar tiszti iskola. 2005-ben beindult a Regionális Ifjúsági Titkárság munkája és 2006-ban Gyöngyösön is új gyülekezet jött létre. Napjainkra több száz támogató tagja van.
Az Üdvhadsereg Szabadegyház a Magyarországi Metodista Egyház és a Názáreti Egyház és további három missziós szervezet mellett tagja a Wesley Egyházi Szövetségnek, melynek keretében oktatással, könyvkiadással is foglalkoznak.

## Jelszava
Több mint száz éve ugyanaz a jelszava: „Levest, szappant, üdvösséget.” Más szóval, ha az ember éhes, vagy nincs lehetősége tisztálkodni, nem elég Isten szeretetéről beszélni neki. Az Üdvhadsereg tehát szociális jellegű egyház, nem pedig zárt közösség.
A közösség tagjai egymást támogatva járják a maguk életútját.
„Amíg nők sírnak, mint most, harcolni fogok. Amíg kisgyermekek éhesen szaladgálnak, mint most, harcolni fogok. Ameddig emberek börtönben vannak, mint most, harcolni fogok. Ameddig csak egy lélek is Isten világossága nélkül sötétségben van, harcolni fogok. Életem végéig harcolni fogok.” (William Booth)